# Jüdischer Friedhof (Kelmė)
Koordinaten: 55° 37′ 26″ N, 22° 56′ 57,5″ O
Der jüdische Friedhof Kelmė  liegt in Kelmė (deutsch: Kelm), einer Stadt in der Rajongemeinde Kelmė im nordwestlichen Teil Litauens.
Auf dem jüdischen Friedhof befinden sich ca. 200 Grabsteine.